# 東西鉄軌道
東西鉄軌道（とうざいてつきどう）は、大阪府堺市の臨海部と都心部とを結び、堺市の都心部を東西に横断することによって、堺市内を南北に走る既存の南海電気鉄道南海本線、阪堺電気軌道阪堺線、南海電気鉄道高野線の3鉄軌道路線の結節を図る堺市の「LRT新線建設計画」のことである。

## 路線データ

### 東西軌道
- 管轄：未定
- 路線距離（営業キロ）
  - 堺浜 – 堺駅前西口間：5.2km
  - 堺駅前東口 – 堺東駅前間：1.7km
- 軌間：1435mm
- 駅数：13駅（起終点駅含む）
- 複線区間：全線
- 電化区間：全線電化（直流600V）
- 表定速度
  - 堺浜 - 堺駅前西口間：約19km/h
  - 堺駅前東口 - 堺東駅前間：約12km/h
- 併用軌道区間
  - 堺浜 - （浅香山通西側付近）間
  - 堺駅前東口 - 堺東駅前間
- 高架区間：（浅香山通西側付近） - 堺駅前西間
- 車両基地：阪堺電気軌道大和川検車区（我孫子道車庫）
- 車両留置場：臨海部に1箇所、設置予定

### 阪堺線
- 管轄：未定
- 路線距離（営業キロ）：7.9km
- 軌間：1435mm
- 駅数：15駅（起終点駅含む）
- 複線区間：全線
- 電化区間：全線電化（直流600V）
- 表定速度：約19km/h
- 新設軌道区間
  - 我孫子道 – 綾ノ町間
  - 御陵前 - 浜寺駅前間
- 併用軌道区間：綾ノ町 – 御陵前間（大道筋）
- 車両基地：阪堺電気軌道大和川検車区（我孫子道車庫）

## 相互直通運転区間
- 区間
  - 東西鉄軌道：大小路 - 堺東駅間
  - 阪堺線：全線
- 運転系統
  - 我孫子道 - （大小路） - 堺東駅間
  - 浜寺駅前 - （大小路） - 堺東駅間
- 表定速度
  - 我孫子道 - （大小路） - 堺東駅間：約13km/h
  - 浜寺駅前 - （大小路） - 堺東駅間：約18km/h

## 建設計画の概要
東西鉄軌道の建設は、堺市が国の補助や起債などの財源を確保しながら公費で軌道施設の建設と車両の購入を行い、民間事業者がその経営ノウハウを活かし、運賃収入によって軌道線の経営を行っていく公設民営方式と堺市が軌道施設や車両の所有者となり、軌道線の経営を行う民間事業者に施設等を貸し付ける上下分離方式の両方を採ることとなっている。
そして、軌道線の開業後は、軌道施設を所有する堺市が軌道施設等の維持管理費に相当する額を軌道線の経営を行う民間事業者から線路使用料として徴収し、軌道施設等の維持・補修を行うこととなっている。
また、2003年（平成15年）に阪堺電気軌道が阪堺線の堺市内の区間である我孫子道 - 浜寺駅前間について廃止を含めた協議を堺市に申し入れたことから、「地域公共交通の活性化及び再生に関する法律」（平成19年5月25日法律59号）に基づく鉄道軌道高度化事業によるLRT化整備を実施することになり、東西鉄軌道の事業計画である公設民営・上下分離方式と同様に、堺が阪堺電気軌道阪堺線の堺市内の区間である我孫子道 - 浜寺駅前間の持続的かつ効率的で、安定した軌道経営を確保するため、堺市が阪堺電気軌道阪堺線の堺市内の軌道施設を保有し、東西鉄軌道の経営予定者である阪堺電気軌道と、その親会社である南海電気鉄道とが設立する予定の新会社が一体経営を行う公有民営・上下分離方式を採り、軌道線の存続が図られることになった。

## 計画ルート
東西鉄軌道のルートは、堺駅前東口 - 堺東駅前間1.7kmの大小路シンボルロードルート、堺浜 - 堺駅前西口間5.2kmの大阪臨海線ルートの2つのルートからなり、このうち大阪臨海線ルートは、堺浜（堺浜シーサイドステージ西端）築港八幡2号線 - 八幡三宝線 - 大阪臨海線 – 国道26号 – 堺大和高田線 - 堺駅間となっている。
また、検討区間として、堺駅前西口 - 堺駅前東口間（南海電気鉄道南海本線堺駅周辺）については、堅川北側ルートを基本とし、また堺浜 - 広域防災拠点間の延伸については、今後の広域防災拠点の利用形態等の動向を踏まえ決定されることになっている。堺市はこのほか堺市 – 高見ノ里への延伸も構想している。
なお、阪堺電気軌道阪堺線の堺市内区間の我孫子道 - 浜寺駅前間7.9kmについては、ルートの変更は行われず、現状どおり維持されることになっている。

## 事業主体
| 路線名   | 区間                  | 軌道運送事業者*1                                                     | 軌道整備事業者*2 |
| -------- | --------------------- | -------------------------------------------------------------------- | ---------------- |
| 東西軌道 | 堺浜 - 堺駅前西口     | 未定                                                                 | 堺市             |
| 東西軌道 | 堺駅前東口 - 堺東駅前 | 阪堺電気軌道と、その親会社である南海電気鉄道とが設立する予定の新会社 | 堺市             |
| 阪堺線   | 我孫子道 - 浜寺駅前*3 | 阪堺電気軌道と、その親会社である南海電気鉄道とが設立する予定の新会社 | 堺市             |

1. 運転費、運輸費、保守管理費、輸送管理費、厚生福利施設費、一般管理費を負担し、施設使用料を堺市に支払う。
2. 線路、電路、車両等の施設の維持管理費を負担し、車庫等使用料（土地、及び光熱水費等）を阪堺電気軌道に支払う。
3. 阪堺電気軌道が既存の軌道施設を堺市に無償譲渡。堺市が軌道施設のLRT化を行い、軌道施設のLRT化後、南海電気鉄道・阪堺電気軌道から線路使用料を徴収。

## 開業予定時期
| 路線名   | 区間                  | 開業予定時期   |
| -------- | --------------------- | -------------- |
| 東西軌道 | 堺浜 - 堺駅前西口     | 未定*1         |
| 東西軌道 | 堺駅前東口 - 堺東駅前 | 平成22年度末   |
| 阪堺線   | 我孫子道 - 浜寺駅前   | 既に開業済み*2 |

1. 東西軌道、堺駅前東口 - 堺東駅前間に引き続き、早期の開業を目指している。
2. 東西軌道、堺駅前東口 - 堺東駅前間の開業に合わせたLRT化を目指している。

## 設置予定駅

### 東西鉄軌道
全駅大阪府堺市に所在。
| 駅名                   | 駅間キロ | 営業キロ | 堺駅前東口 からの 営業キロ | 接続路線                       | 所在地 |
| ---------------------- | -------- | -------- | -------------------------- | ------------------------------ | ------ |
| 堺浜駅（仮称）         | -        | 0.0      |                            |                                |        |
| 堺浜SS前駅（仮称）     |          |          |                            |                                |        |
| NTC前駅（仮称）        |          |          |                            |                                |        |
| 体育館前駅（仮称）     |          |          |                            |                                |        |
| 三宝駅（仮称）         |          |          |                            |                                |        |
| 三宝公園駅（仮称）     |          |          |                            |                                |        |
| 堺駅前西口駅（仮称）   |          | 5.2      |                            | 南海電気鉄道：南海本線（堺駅） |        |
| 堺駅前東口駅（仮称）   |          |          | 0.0                        | 南海電気鉄道：南海本線（堺駅） |        |
| 市小学校前駅（仮称）   |          |          |                            |                                |        |
| 大小路停留場           |          |          |                            | 阪堺電気軌道*1：阪堺線         |        |
| 熊野小学校前駅（仮称） |          |          |                            |                                |        |
| 堺市役所前駅（仮称）   |          |          |                            |                                |        |
| 堺東駅前駅（仮称）     |          |          | 1.7                        | 南海電気鉄道：高野線（堺東駅） |        |

1. 現在の軌道事業者。

※堺駅前西口 - 堺駅前東口間は検討区間。

### 阪堺線
全駅大阪府に所在。
| 駅名           | 駅間キロ | 営業キロ | 接続路線・備考                                                                                 | 敷設種別 | 道路名 | 所在地 | 所在地 |
| -------------- | -------- | -------- | ---------------------------------------------------------------------------------------------- | -------- | ------ | ------ | ------ |
| 我孫子道停留場 | -        | 0.0      | 阪堺電気軌道：阪堺線                                                                           | 新設軌道 |        | 大阪市 | 住吉区 |
| 大和川停留場   | 0.6      | 0.6      |                                                                                                | 新設軌道 | 堺市   | 堺区   |        |
| 高須神社停留場 | 0.5      | 1.1      |                                                                                                | 新設軌道 | 堺市   | 堺区   |        |
| 綾ノ町停留場   | 0.4      | 1.5      |                                                                                                | 併用軌道 | 堺市   | 堺区   | 大道筋 |
| 神明町停留場   | 0.4      | 1.9      |                                                                                                | 併用軌道 | 堺市   | 堺区   | 大道筋 |
| 妙国寺前停留場 | 0.3      | 2.2      |                                                                                                | 併用軌道 | 堺市   | 堺区   | 大道筋 |
| 花田口停留場   | 0.3      | 2.5      |                                                                                                | 併用軌道 | 堺市   | 堺区   | 大道筋 |
| 大小路停留場   | 0.3      | 2.8      | 東西鉄軌道：大小路シンボルロードルート ※我孫子道駅、及び浜寺駅前駅から堺東駅まで直通運転あり。 | 併用軌道 | 堺市   | 堺区   | 大道筋 |
| 宿院停留場     | 0.4      | 3.2      |                                                                                                | 併用軌道 | 堺市   | 堺区   | 大道筋 |
| 寺地町停留場   | 0.4      | 3.6      |                                                                                                | 併用軌道 | 堺市   | 堺区   | 大道筋 |
| 御陵前停留場   | 0.4      | 4.0      |                                                                                                | 新設軌道 | 堺市   | 堺区   |        |
| 東湊停留場     | 0.7      | 4.7      |                                                                                                | 新設軌道 | 堺市   | 堺区   |        |
| 石津停留場     | 1.3      | 6.0      |                                                                                                | 新設軌道 | 堺市   | 西区   |        |
| 船尾停留場     | 0.7      | 6.7      |                                                                                                | 新設軌道 | 堺市   | 西区   |        |
| 浜寺駅前停留場 | 1.2      | 7.9      | 南海電気鉄道：南海本線（浜寺公園駅）                                                           | 新設軌道 | 堺市   | 西区   |        |

## 運転計画
| 路線名             | 運行系統                             | 運転本数              | 運転本数            | 運転本数       | 所要時間 | 表定速度 |
| 路線名             | 運行系統                             | ピーク時最大 運転本数 | 昼間時平均 運転本数 | 運行時間       | 所要時間 | 表定速度 |
| ------------------ | ------------------------------------ | --------------------- | ------------------- | -------------- | -------- | -------- |
| 東西軌道           | 堺浜 - 堺東駅前                      | 未定                  | 未定                | 未定           | 未定     | 未定     |
| 東西軌道           | 堺浜 - 堺駅前西口                    | 未定                  | 未定                | 未定           | 約17分   | 約19km/h |
| 東西軌道           | 堺駅前東口 - 堺東駅前                | 12往復/h              | 8往復/h             | 6時台 - 23時台 | 約10分   | 約12km/h |
| 阪堺線             | 我孫子道 - 浜寺駅前                  | 6往復/h               | 3往復/h - 4往復/h   | 6時台 - 23時台 | 約26分   | 約19km/h |
| 阪堺線／東西鉄軌道 | 我孫子道 - 堺東駅前 （相互直通運転） | 2往復/h               | 2往復/h - 3往復/h   | 6時台 - 23時台 | 約18分   | 約13km/h |
| 阪堺線／東西鉄軌道 | 浜寺駅前 - 堺東駅前 （相互直通運転） | 2往復/h               | 2往復/h - 3往復/h   | 6時台 - 23時台 | 約22分   | 約18km/h |

## 車両
車両は、超低床、架線レスLRV、18m級車両を基本とし、東西鉄軌道の堺浜 - 堺駅前西口間で10両 - 16両、同じく東西鉄軌道の堺駅前東口 - 堺東駅前間で8両、阪堺線の我孫子道 - 浜寺駅前で8両投入する予定で、それとは別に東西鉄軌道 - 阪堺線間の相互直通運転分として6両投入される予定である。

## 概算事業費
東西鉄軌道の用地費を除く概算事業費は、堺浜 - 堺駅前西口間で約280億円、堺駅前東口 - 堺東駅前間で約85億円と見積もられている。
また、阪堺線の堺市内区間である我孫子道 - 浜寺駅前間については、既存の軌道施設の老朽化が進んでいることから超低床車両が走行するためには既存の軌道施設の改修が必要となっており、その軌道施設の改修にかかる概算事業費は約60億円と見積もられている。

## 計画の見直しと中止
沿線住民の反対で事業着手が遅れる見込みとなった中、2009年（平成21年）9月27日に実施された堺市長選挙で堺駅 - 堺東駅間のLRT計画の中止と堺浜 - 堺駅前西口間のLRT計画の見直しを公約に掲げた元大阪府職員の竹山修身が大阪府知事橋下徹の支援を受け、LRT推進派の現職の木原敬介を下し、初当選を果たした。当選した新市長の竹山修身は早速、2009年10月に堺駅 - 堺東駅間のLRT計画の中止と堺浜 - 堺駅前西口間のLRT計画の見直しを表明し、2004年4月1日付けで大阪市の特許が失効した大阪市営地下鉄四つ橋線の堺市方面への延伸を中長期的な観点から改めて打ち出した。

## 次世代都市交通システム（ART）
2021年8月に堺市は新たな交通システム基本方針として「堺・モビリティ・イノベーション －SMIプロジェクト－ （素案）」を公表した。その中で、南海堺東駅～堺駅間の大小路線における次世代都市交通システム（ART = Advanced Rapid Transit）の導入が打ち出されており、具体化にあたって多様な選択肢についての模索が続いている。